# Jan Pesijnhof
Jan Pesijnhof (ook wel Jean Pesijnhof ) is een hofje in de Nederlandse stad Leiden. 
Het hofje ligt aan de Kloksteeg 21 en wordt beheerd door de stichting Jean Pesijnhof. Het hofje bestaat uit 12 proveniershuisjes (Jan Pesijnshof 1 t/m 12) en werd gesticht door Marie de Lannoy (weduwe van Jean Pesijn). Zij kwam uit Lille en regelde in haar testament dat de bejaarde leden van de Waalse Hervormde Kerk hier mochten wonen. In de 17e eeuw woonde hier een groep 'Pilgrim Fathers'. Deze geloofsvluchtelingen uit Engeland staken na hun 11-jarig verblijf in Leiden in 1620 met de Mayflower naar de Verenigde Staten over. De plaquette in de muur van de Pieterskerk herinnert hier nog aan. Het hofje heeft de status rijksmonument. Het hofje wordt afgesloten door een poortgebouw uit 1683 met een centrale schoorsteen en een hardstenen ingangspoort, waarboven de regentenkamer is. Tegen de achtermuur bevindt zich een zonnewijzer uit 1924.

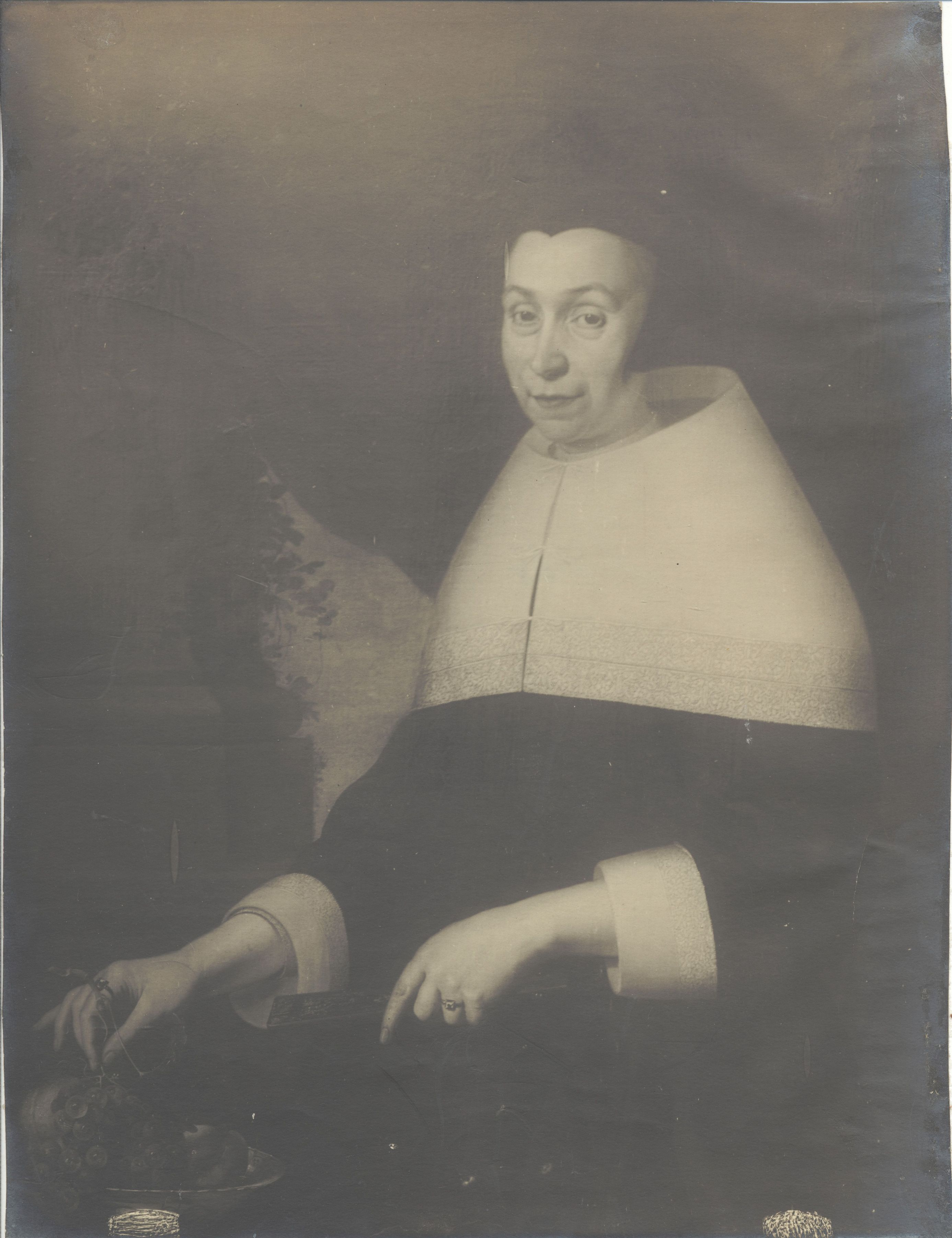
Marie de Lannoy, weduwe van Jean Pesijn

Barend van Namenhof ·
Bethaniënhof ·
Bethlehemshof ·
Brouchovenhof ·
Cathrijn Jacobsdochterhof ·
Cathrijn Maartensdochterhof ·
Coninckshof ·
Eva van Hoogeveenshof ·
François Houttijnshof ·
Groeneveldstichting ·
Groot Sionshof ·
Heiligen Geest- of Cornelis Spronghof ·
Jan de Laterehof ·
Jan Pesijnhof ·
Jean Michelhof ·
Jeruzalemhof ·
Joost Frans van de Lindenhof ·
Juffrouw Maashof ·
Justus Carelhuis ·
Klein Sionshof ·
Meermansburg ·
Mierennesthof ·
Pieter Gerritz. van der Speckhof ·
Pieter Loridanshof ·
Samuel de Zeehof ·
Schachtenhof ·
Sint Anna Aalmoeshuis ·
Sint Annahof of Joostenpoort ·
Sint Elisabethgasthuishof ·
Sint Jacobs- of Crayenboschhof ·
Sint Janshof ·
Sint Salvatorhof ·
Sint Stevenshof ·
Tevelingshof ·
Van Assendelftshof